# Geprüfter Betriebswirt nach der Handwerksordnung
Geprüfter Betriebswirt nach der Handwerksordnung (Geprüfter Betriebswirt (HwO)) ist in  Deutschland ein öffentlich-rechtlich anerkannter Abschluss, der nach einer erfolgreich absolvierten kaufmännischen Aufstiegsfortbildung vergeben wird. Es handelt sich um die höchste Ausbildung (Meister-Plus-Ebene) im Handwerk, die bereits 1977 mit dem Betriebswirt des Handwerks (Betriebswirt (dH) = (BdH)) in Baden-Württemberg ihren Anfang nahm. Die bundeseinheitliche Prüfung erfolgt auf Grundlage einer besonderen Rechtsverordnung vor dem Prüfungsausschuss einer Handwerkskammer. Die Verordnung über die Prüfung zum anerkannten Fortbildungsabschluss Geprüfter Betriebswirt nach der Handwerksordnung ist am 1. April 2011 mit einer Übergangsfrist bis 31. Dezember 2015 in Kraft getreten. Die bisherigen Kammerregelungen nach § 42a HwO werden somit durch die bundeseinheitliche Rechtsverordnung nach § 42 HwO ersetzt. Die Vorbereitungslehrgänge werden von den jeweiligen Akademien des Handwerks der Handwerkskammern durchgeführt.

## Inhalte
Ziel der beruflichen Fortbildung zum Geprüften Betriebswirt (HwO) ist die Qualifizierung künftiger Führungskräfte im Handwerk. Die Absolventen sollen befähigt werden, ein Unternehmen nachhaltig, eigenständig und verantwortlich zu führen. Dazu gehören insbesondere die folgenden Aufgaben:
Die Entwicklung eines Unternehmens strategisch planen, das Unternehmen führen und die Ziele operativ umsetzen, dabei insbesondere
1. rechtliche, gesamtwirtschaftliche, politische und internationale Entwicklungen bewerten,
2. marktbezogene und unternehmensinterne Prozesse im Unternehmen analysieren,
3. die Unternehmensstrategie planen und durch betriebswirtschaftliche Steuerung im Tagesgeschäft umsetzen,
4. die Organisation und Geschäftsprozesse des Unternehmens im Sinne der Unternehmensstrategie nachhaltig verbessern,
5. die eigene Position in Beschaffungs- und Absatzmärkten entsprechend der strategischen Ausrichtung bestimmen und entwickeln,
6. die Personalgewinnung und -entwicklung strategisch planen und umsetzen sowie Personal führen.

Mit einem strategisch ausgerichteten Verständnis des Handelns soll der Geprüfte Betriebswirt (HwO) nach der Handwerksordnung diese Aufgaben mit betriebswirtschaftlicher Fachkompetenz, verbunden mit Methoden-, Führungs- und Sozialkompetenz wahrnehmen. Bei der Erarbeitung neuer Lösungen sind die ökonomischen, ökologischen und sozialen Dimensionen eines nachhaltigen Wirtschaftens zu berücksichtigen.
Diese Inhalte sind im Rahmenlehrplan in die folgenden Qualifikationsbereiche integriert:
- Strategieentwicklung
- Unternehmensführung
- Personalmanagement
- Innovationsmanagement

Ein zentraler Aspekt des Rahmenlehrplans ist die Kompetenzorientierung, die Aspekte der Fach‐, Methoden‐, Führungs‐ und Sozialkompetenz in sich trägt. Die Bearbeitung komplexer Problemlösungen spiegelt sich in der Ausgestaltung der schriftlichen Prüfungsteile wider. Diese werden anhand betrieblicher Situationsaufgaben formuliert, die als Abbilder der betrieblichen Realität kompetenzorientierte Prüfungen zulassen.
Der Zeitrichtwert für den Präsenzunterricht beträgt 700 Stunden, es besteht jedoch eine Abweichungsmöglichkeit von 10 % nach unten oder oben.

## Prüfende Einrichtung

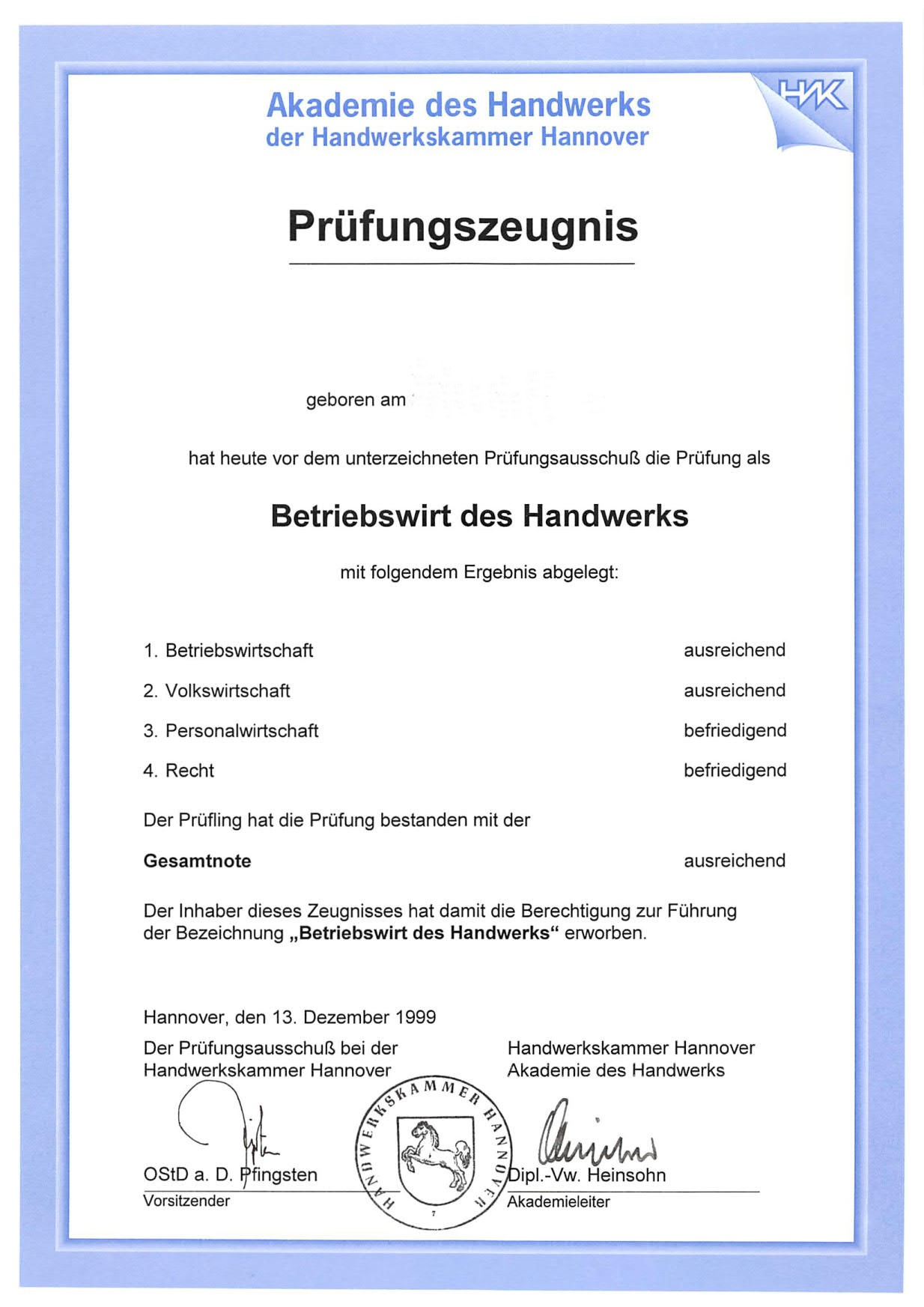
Urkunde Betriebswirt des Handwerks 1999

Die Prüfung zum Geprüften Betriebswirt (HwO) wird durch die Handwerkskammern abgenommen. Die jeweils prüfende Handwerkskammer bestimmt einen Prüfungsausschuss, der für die Durchführung der Prüfungen verantwortlich zeichnet.

## Qualifikationsrahmen EQR / DQR
Der Betriebswirt baut auf der Meisterausbildung auf und stellt die höchste Qualifikationsebene im Handwerk dar, somit steht dieser Abschluss auf der sogenannten Meister-Plus-Ebene. Um das erworbene Kompetenzniveau einstufen zu können, wurde der hier behandelte Betriebswirt auf die Stufe 7 von 8 eingeordnet. Damit steht dieser Abschluss auf der gleichen Stufe mit dem akademischen Master bzw. dem akademischen Diplomgrad.
Diese Entscheidung soll die Gleichwertigkeit von beruflicher und hochschulischer Bildung verdeutlichen und zum Ausdruck bringen, dass Bildungsformate, die für unterschiedliche Handlungsfelder qualifizieren, das gleiche Anforderungsniveau aufweisen können. Die Abschlüsse entsprechen zwar dem gleichen Kompetenzniveau (gleichwertig), jedoch sind die Abschlüsse nicht gleichartig. Die Kompetenzen der einzelnen Handlungs- und Berufsfelder unterscheiden sich teilweise erheblich. Es darf die Einstufung von Master, Diplom und Betriebswirt daher keinesfalls so missverstanden werden, dass sie die gleichen Tätigkeiten ausführen könnten.

## Prüfungszulassungsvoraussetzungen
- eine erfolgreich abgelegte Meisterprüfung in einem Handwerk oder
- einen anerkannten Fortbildungsabschluss nach einer Regelung auf Grund des Berufsbildungsgesetzes zum Industriemeister, Fachwirt, Fachkaufmann, zu einem Fachmeister oder einen Abschluss zum Staatlich geprüften Techniker oder einer staatlichen oder staatlich anerkannten Hochschule mit vergleichbaren Qualifikationen und eine mindestens einjährige Berufspraxis oder
- einen Fortbildungsabschluss mit anderen einschlägigen Qualifikationen und eine mindestens dreijährige Berufspraxis nachweist.

## Finanzielle Fördermöglichkeiten
Teilnehmer können zur Förderung der Fortbildungskosten und Prüfungsgebühren Leistungen über das Aufstiegsfortbildungsförderungsgesetz („Meister-BAföG“) beantragen.